# プロレス夢のオールスター戦
プロレス夢のオールスター戦（プロレスゆめのオールスターせん）は、日本で開催されたプロレス興行。正式名称は東京スポーツ新聞社創立20周年記念 プロレス夢のオールスター戦（とうきょうスポーツしんぶんしゃそうりつにじゅしゅうねんきねん プロレスゆめのオールスターせん）。

## 概要
1979年5月21日、東京スポーツが創立20周年記念のイベントとしてプロレスのオールスター戦を企画し、当時の日本のプロレス3団体であった新日本プロレス（以下、新日本）、全日本プロレス（以下、全日本）、国際プロレス（以下、国際）に大会出場を打診した。この時点で3団体共に「プロレス界の発展のため」という東京スポーツの趣旨に賛同し、前向きに検討することを約束した。
ただ、これを機に日本のマット界統一とプロレスファンが望むジャイアント馬場との対戦を実現させようと図る新日本のアントニオ猪木と、「（猪木が）過去のいきさつをクリアし、筋を通してくれることが参加の条件」と主張する全日本の馬場の意見がぶつかり、開催が難航し始めた。
馬場の言う過去のいきさつとは、新日本からの“口撃”のことである。猪木の馬場への度重なる挑戦は過激なものが多く、馬場が挑戦を受けない、もしくは無視すれば、さらに激しく馬場及び全日本を罵った過去があった。馬場は「それまでの猪木の発言を新聞や雑誌等のマスコミを通じて全て取り消せ」と主張するものの、猪木も「口から出まかせではなく、信念に基づいた発言なので取り消すことはできない」と、これを飲もうとはしなかった。主催者である東京スポーツも、大会の目玉として馬場と猪木の対決を実現させたく、馬場と猪木、そして国際の社長である吉原功を含めて何度か会談の場を設けた。しかし、馬場と猪木はお互いに譲らず、開催すら危ぶまれた。
東京スポーツが「両者の対決は次の機会にして、今回はBI砲の復活を」と提案。それでも馬場は「過去のいきさつ」に拘り、首を縦に振らなかった。これを受けて猪木は「二階堂進コミッショナーに一任する」と発言、そのまま新日本のパキスタン遠征に出かけてしまい、馬場もアメリカ遠征に出かけてしまった。
結局、東京スポーツと二階堂コミッショナーの話し合いにより、次善の策としてBI砲の復活を決定、そして晴れてオールスター戦開催の正式発表にこぎつけた。正式発表後の馬場と猪木は衝突することもなく、お互いを尊重するコメントを連発。猪木に至っては「雰囲気を掴むためにオールスター戦前に全日本プロレスのリングに上がろうかな」とコメントし、馬場も「次のシリーズからでもどうぞ」と応えるなど、和気藹々としたムードだった。
当時、国際のエースであったラッシャー木村については、1978年のプレ日本選手権（新日本主催、猪木が優勝）及び日本リーグ争覇戦（国際主催、木村が優勝）からの経緯で同年秋に猪木とのシングル対決が見込まれ、当オールスター戦とは別件で調整が同時進行していた。ただし、新日本は木村を猪木の格下としか認めず、｢木村はまず坂口征二やストロング小林あたりと戦い、これに勝ってから猪木と戦うべきではないのか｣とし、これに対し、国際も｢そっち（新日本）がその気なら坂口、小林ともやる。最後には猪木が出て来ざるを得なくなるだろう｣と反論。このような経緯があったため、当オールスター戦においては、木村対猪木戦の前哨戦として、木村対小林戦のカードが早々と決定した。

## 試合結果
日程
1979年8月26日
会場
日本武道館
第1試合
3団体参加バトルロイヤル（時間無制限）
参加選手
新日本プロレス - 山本小鉄、魁勝司、小林邦昭、平田淳二、前田明、斉藤弘幸、ジョージ高野
全日本プロレス - 渕正信、薗田一治、大仁田厚、百田光雄、肥後宗典、伊藤正男、ミスター林
国際プロレス - 鶴見五郎、高杉正彦、米村勉、デビル・ムラサキ、若松市政
○山本（12分14秒・カナダ式背骨折り）×大仁田
第2試合
シングルマッチ20分1本勝負
荒川真（新日本） vs スネーク奄美（国際）
○荒川（8分26秒・片エビ固め）×奄美
第3試合
タッグマッチ20分1本勝負
マイティ井上（国際）、星野勘太郎（新日本） vs 木戸修（新日本）、石川敬士（全日本）
○星野（12分32秒・エビ固め）×木戸
第4試合
6人タッグマッチ30分1本勝負
木村健吾（新日本）、佐藤昭夫（全日本）、阿修羅・原（国際） vs 藤原喜明（新日本）、永源遙（新日本）、寺西勇（国際）
○原（16分22秒・エビ固め）×寺西
第5試合
タッグマッチ30分1本勝負
長州力（新日本）、アニマル浜口（国際） vs グレート小鹿（全日本）、大熊元司（全日本）
○長州組（11分8秒・反則）×小鹿組
第6試合
シングルマッチ45分1本勝負
坂口征二（新日本） vs ロッキー羽田（全日本）
○坂口（6分34秒・片エビ固め）×羽田
第7試合
6人タッグマッチ45分1本勝負
ジャンボ鶴田（全日本）、ミル・マスカラス、藤波辰巳（新日本） vs マサ斎藤（フリー）、タイガー戸口（全日本）、高千穂明久（全日本）
マスカラス（14分56秒・体固め）斎藤
第8試合
シングルマッチ60分1本勝負
ラッシャー木村（国際） vs ストロング小林（新日本）
○木村（12分4秒・リングアウト）小林
第9試合
タッグマッチ時間無制限1本勝負
ジャイアント馬場（全日本）、アントニオ猪木（新日本） vs アブドーラ・ザ・ブッチャー、タイガー・ジェット・シン
猪木（13分3秒・逆さ押さえ込み）シン

## エピソード
- この日は全日本のシリーズ中で東京に全日本のリングが無かったため、試合は新日本のリングを使用した[1]。
- 当時はテレビ中継の契約が各々の団体・局間で専属契約をしていたため（新日本がテレビ朝日[注 2]、全日本が日本テレビ[注 3]、国際が東京12チャンネル(現・テレビ東京)[注 4]）テレビ中継は一切なされなかったが、報道ニュース扱いで映像を流すなら専属契約の有無にかかわらず各局とも自由に放送できるという紳士協定が行われた。これより各局の当日のニュース枠で約3分間だけ映像が放送された。日本テレビでは倉持隆夫のスタジオ実況で鶴田、藤波、マスカラスのトリオの試合とメインイベントが、テレビ朝日では古舘伊知郎の実況・山本小鉄の解説で、メインイベントである馬場・猪木組とブッチャー・シン組の試合が放送された[1]。
- また、日本テレビとテレビ朝日の間で「開催当日は武道館に中継車を持ち込まない」事も確認されていたが、この協定を日本テレビ側が破り中継車を武道館に乗り入れて来た事で、両者間のトラブルに発展した。その後、日本テレビ側は中継車を帰らせ、テレビ朝日側と同様に武道館に機材を持ち込む形で収録している[2]。
- 当オールスター戦を記録した映像の現在について各局の見解は、テレビ東京は「プロレス担当者がいないので映像の有無が不明[注 5]」、日本テレビは「（上述の）3分間に放送したフイルムがある」、テレビ朝日は「少なくともBI砲に関しては古館アナの実況入りでノーカットのマスターテープがあり、市販すれば大ヒット商品間違いなしだが、その目処は立っていない」という。ただ、メインの猪木・馬場組対ブッチャー・シン組（テレ朝版）の動画は海賊版として少なからず出回っている[1]。また、馬場没時の追悼企画として、テレビ朝日の『ニュースステーション』と、日本テレビの追悼特別番組内で、それぞれの局が持つ素材によるダイジェスト映像が、当時のニュース枠の尺より長く放送された。
- 馬場、猪木のBI砲の対戦相手はファン投票で決められた。中間発表ではドリー・ファンク・ジュニアとテリー・ファンクのザ・ファンクスが1位で、タイガー・ジェット・シン、アブドーラ・ザ・ブッチャー組が2位、ジャンボ鶴田、藤波辰巳組が3位であった。しかし、最終的にシン、ブッチャー組が1位となった[1]。
- 大会パンフレットは1部500円で7000部用意されたが、全て完売した。さらに通販用のパンフレットも製作された。当時は武道館クラスの大会で1部200円のパンフレットが2000-3000部売れれば良かった時代だったため、世間の注目度は高かった[1]。
- 天龍源一郎はフロリダでの武者修行中のため不参加となった。グレート草津は国内にいたが不出場（当時付き人だった高杉正彦によると、当初は坂口征二とのシングルがマッチメイクされていたが草津が固辞したため、全日本の羽田が代役として対戦相手になることになった。結果として興行唯一の新日本対全日本の対抗戦になったが、羽田は緊張し、明け方まで酒を飲んで会場に向かったという）。
- 獣神サンダー・ライガーや田中秀和は、一ファンとして本大会を観戦していた[1]。

### 幻の第2回
関係者によれば、1982年（昭和57年）頃に第2回「夢のオールスター戦」を実施する計画があったという。当時は新日本と全日本が外人レスラーの引き抜き合戦を行っていた時期で、これが過熱したため新日本が東スポに仲裁を依頼し、最終的に新日本 - 全日本間で引き抜き防止協定が結ばれたが、その延長線上として第2回の開催という話が出た。当時の新日本は、猪木の「アントン・ハイセル」事業の失敗で大きな借金を抱えていたためこの話に飛びつき、東スポから手付金として300万円の小切手を受け取っていた。また東スポは全日本にも同額の小切手を渡していたが、馬場は猪木の裏切りを警戒して小切手に手を付けず返事を渋った。すると東スポが全日本の現場スタッフに情報を漏洩するミスを犯し、これに馬場が激怒し小切手を突き返したことで、全日本の協力を得ることが絶望的となり開催の話は流れてしまった。